# District de Yixiu
Le district de Yixiu (宜秀区 ; pinyin : Yíxiù Qū) est une subdivision administrative de la province de l'Anhui en Chine. Il est placé sous la juridiction de la ville-préfecture d'Anqing.